# هارسکیرشن
هارسکیرشن (به فرانسوی: Harskirchen) یک کمون در فرانسه با جمعیت ۸۵۹ نفر است که در Canton of Sarre-Union واقع شده‌است.